# Dimitri Galitzine
Pour les articles homonymes, voir Golitsyne.
Le prince Dimitri Dmitrievitch Galitzine (ou, selon un usage récent, Golitsyne) (en russe : Дмитрий Дмитриевич Голицын), connu aussi après sa conversion sous le nom de Demetrius Augustin Gallitzine, serviteur de Dieu, né le 22 décembre 1770 à la Haye, mort le 6 mai 1840, est un aristocrate russe émigré et un prêtre catholique. Il est surnommé l'Apôtre des Alleghennies. Depuis 2005, il fait l'objet d'une procédure de béatification de l'Église catholique.

## Biographie

### Jeunesse
Le prince Dimitri Galitzine est né dans un monde privilégié à la Haye. Son père en effet est le prince Dimitri Alexeïevitch Galitzine (1735-1803), ambassadeur de la Russie impériale au royaume des Pays-Bas. Il évoluait dans l'entourage du roi de Prusse Frédéric le Grand et était un ami intime de Voltaire et de Diderot.
La mère du prince était née comtesse Adelheid Amalie von Schmettau, fille du Feld-maréchal prussien Samuel von Schmettau. Baptisée et élevée dans la religion catholique, celle de sa mère la baronne de Ruffert, elle avait épousé le prince Galitzine en 1768. Elle était fort instruite et, grâce à son mari, évoluait dans le milieu intellectuel des Lumières. Elle entretenait ainsi des liens personnels ou épistolaires, non seulement avec Voltaire et Diderot, mais aussi avec l'encyclopédiste Helvétius. En 1786, une grave maladie la ramena dans le giron de l'Église catholique dont elle avait été éloignée par la fréquentation de la cour de Frédéric II.
Enfant, le prince Dimitri avait été tenu dans les bras de Catherine la Grande, ce qui était une faveur spéciale faite à son père. Il fut élevé dans la foi de l'Église orthodoxe russe, bien que son père, comme beaucoup d'aristocrates russes de sa génération, ait eu peu de rapports et de penchant pour la religion. Selon l'usage de l'époque, la langue parlée en famille était le français, qui restera la langue maternelle du prince Dimitri. Après la conversion de sa mère, il fut grandement influencé par son entourage d'intellectuels catholiques, de prêtres et d'aristocrates, dont la famille du baron Droste zu Vischering en Westphalie où la famille est installée. Le prince Dimitri est officiellement admis au sein de l'Église catholique à l'âge de 17 ans.
Cette conversion mécontenta vivement son père qui avait prévu pour lui une carrière militaire. Il fut dissuadé de justesse d'envoyer son fils à Saint-Pétersbourg, où il espérait qu'un poste dans un régiment de la garde impériale forcerait son fils à revenir à l'orthodoxie. En 1792, Dimitri est nommé aide de camp du commandant des troupes autrichiennes dans le Duché de Brabant. Mais après la mort de Léopold II d'Autriche et l'assassinat du roi Gustave III de Suède, le jeune prince Galitzine fut exclu, comme tous les autres étrangers, du service autrichien.

### En Amérique, devient prêtre
Comme il était d'usage chez les jeunes aristocrates de l'époque, il entreprend alors de compléter son éducation par le Voyage. La Révolution française ayant rendu périlleuses les routes européennes, il se rend à l'avis de ses parents de partir  pour les États-Unis nouvellement fondés. Le 28 octobre 1792, il débarque à Baltimore, dans le Maryland, muni d'une lettre de recommandation pour l'évêque, Mgr Carroll et plusieurs autres personnages de premier plan. Le jeune prince décide de devenir prêtre et de renoncer à son héritage, à la consternation de son père qui se voit ensuite contraint à des manœuvres acrobatiques. En effet Catherine la Grande avait entretemps octroyé une charge au jeune prince dans l'un des régiments de la garde impériale et l'avait convoqué de manière officielle en service actif à Saint-Pétersbourg.
Le père Demetrius Galitzine (ou Gallitzine, comme on l'écrivait parfois à l'époque) reçoit le sacrement de l'ordination en mars 1795, devenant un des premiers prêtres catholiques ordonnés en Amérique. Il est ensuite envoyé dans une mission de l'église à Port Tobacco, dans le Maryland et de là est rapidement transféré dans le district de Conewago en Pennsylvanie à l'église du Sacré-Cœur (1795-1799). On lui reproche  sévèrement ses objections à certaines instructions données par Mgr Carroll et il est rappelé à Baltimore. Il est déplacé à nouveau en 1796, cette fois dans la petite mission de Taneytown (Maryland). Tant dans le Maryland qu'en Pennsylvanie, il travaille avec un zèle inapproprié et des manières trop aristocratiques qui lui sont à nouveau reprochés par son évêque en 1798.

### Missionnaire

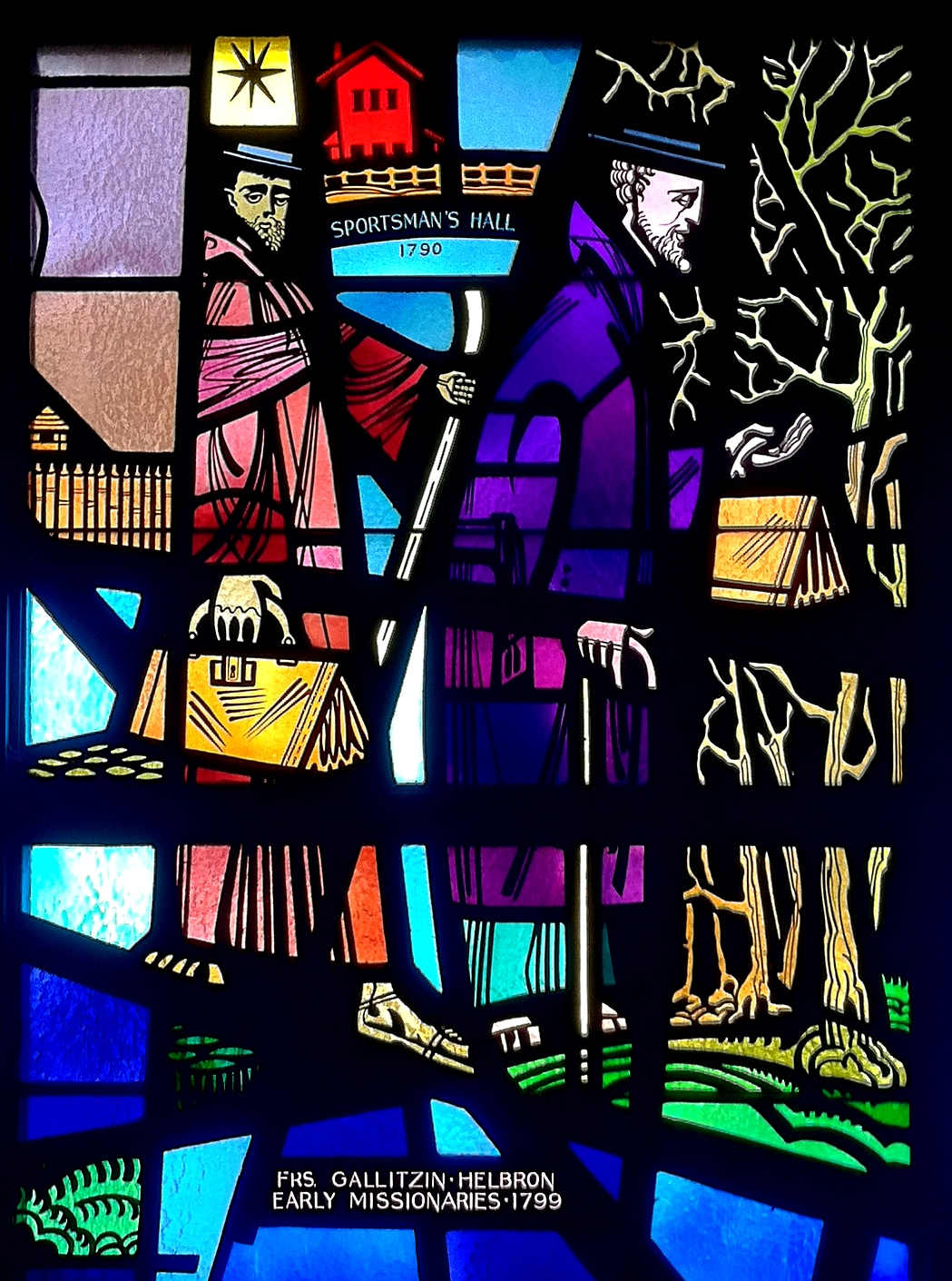
Vitrail représentant les P. Dimitri Galitzine et Pierre Helbron, o.f.m. Cap., premiers missionnaires catholiques en Pennsylvanie occidentale, église Saint-Patrick de Canonsburg (Pennsylvanie).

L'abbé Galitzine fonde en 1799 la mission de Loretto (de Notre-Dame de Lorette) en Pennsylvanie. Elle se trouve dans les montagnes d'Allegheny, dans une petite clairière avec quelques cabanes, la "Mission McGuire", installées là par le capitaine Michael McGuire en 1788. McGuire, mort en 1793, lègue cette mission et ses terrains de 1200 acres (5 km²) par testament au diocèse, à charge pour Mgr Carroll d'y établir une communauté de colons catholiques avec un curé stable. C'est ainsi que Loretto devient la première paroisse catholique de colons de langue anglaise aux États-Unis, fondée à l'est des monts Allegheny. Il y avait en même temps des fondations de colons catholiques allemands, mais plus au sud. L'abbé est à la tête de cette paroisse et verse 150 000 dollars, somme importante, de ce qui lui reste de sa fortune pour acheter 81 km2 supplémentaires et les fait lotir. Il vend les parcelles à bas prix aux nouveaux arrivants.
Le jeune prêtre fait construire une petite église de bois en l'honneur de saint Michel archange, patron de McGuire et protecteur de la Russie. On y a construit depuis la basilique Saint-Michel-Archange de Lorreto (en).
Dimitri Galitzine reçoit la citoyenneté américaine en 1802. Il prend le nom d'Augustin (Augustine en anglais) Smith... En effet l'empereur Alexandre de Russie l'avait déshérité à la mort de son père, car il désapprouvait qu'un prince russe proche de la maison impériale fût devenu prêtre catholique. Sa sœur, devenue princesse de Salm-Krautheim par son mariage, lui envoyait de temps en temps de l'argent, car elle avait promis de lui donner la moitié de la valeur de son héritage. Mais après sa mort prématurée, il ne recevra presque plus rien. L'abbé Galitzine se sent donc à cette époque libre d'utiliser le nom le plus banal qui soit, comme pour symboliser la coupure de ses liens avec le passé. Cependant il est lourdement endetté. Mgr Carroll consent à un prêt en 1809. Lorsque le nom de Galitzine est suggéré pour le siège épiscopal de Philadelphie en 1814, Mgr Carroll, encore lui, fait part de ses objections, doutant de ses capacités à gérer convenablement un diocèse, même si ses dettes avaient été contractées pour les motifs les plus charitables. Son nom circula encore pour l'évêché de Bardstown (en) et celui de Pittsburgh en 1827 ou de Cincinnati. Il est à chaque fois écarté.

### Mort
L'abbé Galitzine meurt le 6 mai 1840 à Loretto. Il est inhumé à côté de l'église Saint-Michel.

## Héritage
Ses paroissiens voyaient en Galitzine un grand pouvoir pour le bien. Son rôle dans l'édification de l'Église catholique romaine dans l'ouest de la Pennsylvanie ne peut être surestimé ; on dit qu'à sa mort, il y avait 10 000 catholiques romains dans le district où, quarante ans auparavant, il n'en avait trouvé qu'une douzaine à peine. Loretto fait aujourd'hui partie du diocèse d'Altoona-Johnstown (en). En 1899-1901, l'industriel de l'acier Charles M. Schwab finança la construction d'une grande église en pierre, l'actuelle basilique Saint-Michel-Archange de Lorreto (en), sur la tombe du prince Galitzine. Schwab a également financé une statue en bronze du serviteur de Dieu. La ville voisine de Gallitzin porte le nom du premier prêtre anglophone de Pennsylvanie occidentale. 

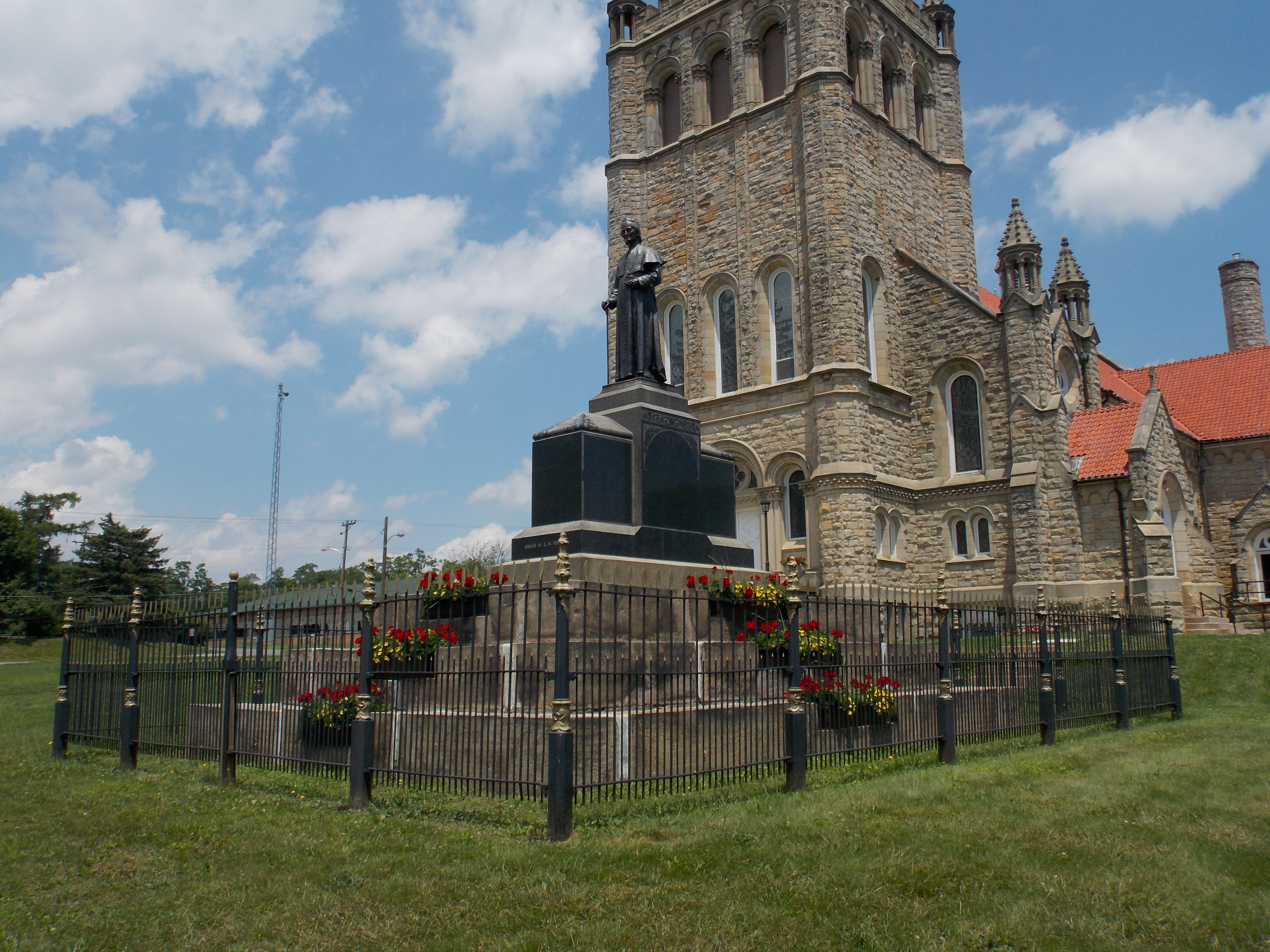
Sa tombe à la basilique Saint-Michel-Archange à Loretto.

Au milieu des années 1960, la Pennsylvanie a baptisé un nouveau parc d'État à proximité en l'honneur du "prince Galitzine", comme on l'appelle localement. Parmi les pamphlets controversés de Galitzine, on peut citer : A Defence of Catholic Principles (Défense des principes catholiques) : A Defence of Catholic Principles (1816), Letter to a Protestant Friend on the Holy Scriptures (1820), Appeal to the Protestant Public (1834) et Six Letters of Advice (1834), une réponse à ce que Galitzine considérait comme des attaques contre l'Église catholique de la part d'un synode presbytérien. Dans un livre publié au début des années trente, contenant toutes ses lettres, il est dit qu'à la dernière page de la 500e copie, il y a une seule phrase en latin qui dit « La main de Dieu montrera le chemin ». Le 6 juin, 2005, il a été annoncé qu'il avait été nommé serviteur de Dieu par la Congrégation pour les causes des saints, la première étape sur le chemin vers une reconnaissance de sainteté.

## Citations
- « Le vrai ministre de Christ, cher monsieur, parlant au nom de son divin maître, doit parler avec autorité, avec certitude, sans aucune hésitation, de tous les différents mystères de la religion sur lesquels il est obligé d'instruire son troupeau. Malheur à l'infortuné qui délivrera ses opinions personnelles, ses propres notions incertaines, comme étant la parole de Dieu, et qui donnera ainsi souvent du poison pour une nourriture saine, les productions d'une raison faible et corrompue pour des révélations divines. L'idée que nous nous faisons d'un ministre du Christ, vous le verrez, est exactement la même que celle que les premiers chrétiens devaient avoir. Assurément, cher monsieur, l'Église de 1815 doit être la même qu'au début : le même type de pasteurs, dotés des mêmes pouvoirs, administrant le même baptême, la même Eucharistie ou le repas du Seigneur ; en bref, tous les mêmes sacrements, et prêchant la même doctrine ».
 De « Défense des principes catholiques dans une lettre à un ministre protestant » par le P. Dimitri Galitzine.

## Source
- (en) Cet article est partiellement ou en totalité issu de l’article de Wikipédia en anglais intitulé « Demetrius Augustine Gallitzin » (voir la liste des auteurs).

#### Défense du catholicisme par M. l'abbé Galitzine
- A defence of Catholic principles in a letter to a Protestant clergyman : to which is added, An appeal to the Protestant public (1880)
- A letter to a Protestant friend on the Holy Scriptures : being a continuation of the Defense of Catholic principles

#### Vie du P. Galitzine
- Life of Demetrius Augustine Gallitzin, prince and priest  *A Memoir of His Life
- Roman Catholic Diocese of Altoona-Johnstown *Obituary of Father Demetrius Gallitzin, Mountaineer, May 14, 1840, reprinted inBiographical and Portrait Cyclopedia of Cambria County, 1896, transcribed to rootsweb.com website.
- "Prince Demetrius Augustine Gallitzin", short biography from the Catholic Forum, a website maintained by Liturgical Publications of St. Louis, Inc. *"Prince Gallitzin", biography from catholicism.org, website of an independent Roman Catholic lay organization. *"Prince-turned-priest on path toward sainthood" Pittsburgh Post-Gazette, June 7, 2005. *"One of the first priests ordained in the USA on road to sainthood" Catholic News Agency, June 10, 2005. *"A Defence of Catholic Principles by D.A. Gallitzin" readable & downloadable .pdf file.

#### Procès de béatification
- (en) Site officiel de la canonisation du serviteur de Dieu Augustin Galitzine